# Renfrew County
Renfrew County ist ein County im Südosten der kanadischen Provinz Ontario. Der County Seat ist Pembroke. Die Einwohnerzahl beträgt 102.394 (Stand: 2016), die Fläche 7448,57 km², was einer Bevölkerungsdichte von 13,7 Einwohnern je km² entspricht. Das County liegt am Ottawa River und zählt über 900 Seen.
Im Norden des Bezirks liegt der rund 300 km² große Stützpunkt CFB Petawawa.
| Nipissing District | Témiscamingue (Québec)                      | Pontiac (Québec) |
| Nipissing District | Kompassrose, die auf Nachbargemeinden zeigt | Lanark County    |
| Hastings County    | Lennox and Addington County                 | Frontenac County |

## Administrative Gliederung

### Städte und Gemeinden
| Ort                            | Status   | Bevölkerung (2016) |
| ------------------------------ | -------- | ------------------ |
| Admaston/Bromley               | Township | 2.935              |
| Arnprior                       | Town     | 8.795              |
| Bonnechere Valley              | Township | 3.674              |
| Brudenell, Lyndoch and Raglan  | Township | 1.503              |
| Deep River                     | Town     | 4.109              |
| Greater Madawaska              | Township | 2.518              |
| Head, Clara and Maria          | Township | 248                |
| Horton                         | Township | 2.887              |
| Killaloe, Hagarty and Richards | Township | 2.420              |
| Laurentian Hills               | Town     | 2.961              |
| Laurentian Valley              | Township | 9.387              |
| Madawaska Valley               | Township | 4.123              |
| McNab/Braeside                 | Township | 7.178              |
| North Algona-Wilberforce       | Township | 2.915              |
| Petawawa                       | Town     | 17.187             |
| Renfrew                        | Town     | 8.223              |
| Whitewater Region              | Township | 7.009              |

Die Stadt Pembroke gehört zwar geographisch und statistisch zum Renfrew County, untersteht aber nicht dessen Verwaltung. Sie hat den Status einer separated municipality.

### Gemeindefreie Gebiete
Im Bezirk finden sich keine gemeindefreien Gebiete.

### Indianerreservationen
- Pikwàkanagàn